# Жданов, Сергей Васильевич (хозяйственный деятель)
Серге́й Васи́льевич Жда́нов (30 сентября 1929 ― 13 июля 1994) ― советский и российский хозяйственный деятель, директор производственного объединения «Автопровод», участник Великой Отечественной войны, почётный гражданин города Арзамаса (1992).

## Биография
Сергей Васильевич Жданов родился 30 сентября 1929 года в селе Сухие Плоты Воловского района Тульской области в русской многодетной крестьянской семье. В 1941 году, когда началась Великая Отечественная война, Сергей принял решение вместе с односельчанами идти в народное ополчение. Ему тогда было всего двенадцать лет. До 1942 года находился на фронтах Великой Отечественной. Был ранен осколком авиабомбы и полностью потерял один глаз. Долгое время находился на излечении, но в 1945 году полностью лишился зрения.
После войны он принял решение поступать и успешно завершил обучение в музыкальном училище, где в совершенстве овладел игрой на аккордеоне и пианино. Затем прошёл обучение в Зарайском учебно-производственном комбинате. В 1948 году был направлен в Городецкий интернат для фронтовиков, инвалидов по зрению. Здесь завершил обучение в школе рабочей молодёжи. Стал работать директором клуба, а затем был назначен заместителем директора учебно-производственного комплекса по культурно-массовой работе.
Очень глубоко разбирался в вопросах экономики и финансов. Был замечен членами Горьковского обкома КПСС и Центрального правления ВОС. В январе 1956 года его назначили директором учебно-производственного мастерской в городе Лукоянове Арзамасской области. В июне 1957 года в Арзамасе было создано учебно-производственное предприятие Горьковского областного правления ВОС. Директором стал Сергей Жданов. За годы руководства создал уникальную социальную базу на особом предприятии. При его участии укомплектован стабильный коллектив трудящихся, с прекрасными условиями для труда и отдыха работников.
Неоднократно представлялся к награждению государственными наградами. В ноябре 1985 года за заслуги в рациональном трудоустройстве инвалидов по зрению и большой работе по их реабилитации ему было присвоено звание «Заслуженный работник социального обеспечения». Являлся депутатом Арзамасского городского совета депутатов.
Решение Арзамасского городского Совета от 30 декабря 1992 года удостоен звания «Почётный гражданин города Арзамас».
Проживал в городе Арзамасе. Умер 13 июля 1994 года. Похоронен на Тихвинском кладбище города Арзамаса.

## Награды и звания
- Орден Октябрьской Революции
- Орден Трудового Красного Знамени
- Орден «Знак Почёта»
- другими медалями
- Заслуженный работник социального обеспечения
- Почётный гражданин города Арзамаса (30.12.1992)